# I Luh Ya Papi
I Luh Ya Papi è un brano della cantante statunitense Jennifer Lopez in collaborazione col rapper French Montana, pubblicato l'11 marzo 2014 come primo singolo estratto dal suo ottavo album A.K.A.

## Classifiche
| Classifica (2014) | Posizione massima |
| ----------------- | ----------------- |
| Canada            | 78                |
| Stati Uniti       | 77                |